# En vivo Teatro Coliseo
En vivo Teatro Coliseo es el cuarto álbum en vivo de la banda Divididos.El álbum fue grabado en los conciertos hechos en el Teatro Coliseo los días 11 y 12 de mayo del 2016 y el 29 y 30 de septiembre de ese mismo año.

## Lista de canciones
Todas las canciones compuestas por Divididos, excepto las señaladas.

| N.º | Título                                                                                     | Duración |  |
| 1.  | «El Fantasio (en vivo)»                                                                    | 5:59     |  |
| 2.  | «Un Alegre en Este Infierno (en vivo)»                                                     | 5:12     |  |
| 3.  | «Vida de Topos (en vivo)»                                                                  | 5:23     |  |
| 4.  | «Tanto Anteojo (en vivo)»                                                                  | 3:06     |  |
| 5.  | «Sopa de Tortuga (en vivo)»                                                                | 3:46     |  |
| 6.  | «Salir a Comprar (en vivo)»                                                                | 4:57     |  |
| 7.  | «Perro Funk (en vivo)»                                                                     | 4:01     |  |
| 8.  | «Sábado (en vivo)»                                                                         | 6:35     |  |
| 9.  | «Elefantes en Europa (en vivo)»                                                            | 3:23     |  |
| 10. | «La Amanecida (en vivo)» (Mario Arnedo Gallo/Hamlet Lima Quintana cover)                   | 3:56     |  |
| 11. | «La Flor Azul (en vivo)» (Mario Arnedo Gallo/Antonio Rodríguez Villar cover) (con Soledad) | 3:07     |  |
| 12. | «Dame un Limón (en vivo)»                                                                  | 3:50     |  |
| 13. | «Brillo Triste de un Canchero (en vivo)»                                                   | 7:10     |  |
| 14. | «Spaghetti del Rock (en vivo)»                                                             | 3:26     |  |
| 15. | «Par Mil (en vivo)»                                                                        | 3:21     |  |
| 16. | «El Burrito (en vivo)»                                                                     | 4:56     |  |
| 17. | «Senderos/Jujuy (en vivo)»                                                                 | 10:53    |  |
| 18. | «Guanuqueando (en vivo)»                                                                   | 7:46     |  |
| 19. | «Cristoforo Cacarnú/Indio, Dejá El Mezcal (en vivo)»                                       | 9:57     |  |
| 20. | «Gol de Mujer (en vivo)»                                                                   | 4:48     |  |
| 21. | «Cabeza de Maceta (en vivo)»                                                               | 3:03     |  |
| 22. | «¿Qué Tal? (en vivo)»                                                                      | 6:15     |  |
| 23. | «Salir a Asustar (en vivo)»                                                                | 3:31     |  |
| 24. | «Ala Delta (en vivo)»                                                                      | 7:38     |  |
| 25. | «Sobrio A Las Piñas/Quién Se Tomó Todo El Vino? (en vivo)» (La Mona Jiménez cover)         | 5:08     |  |
| 26. | «Amapola del 66/Para Ir (en vivo)» (Almendra cover)                                        | 9:13     |  |